# Titanotrichum oldhamii
Titanotrichum oldhamii là một loài thực vật có hoa trong họ Tai voi. Loài này được (Hemsl.) Soler. miêu tả khoa học đầu tiên năm 1909.

## Hình ảnh

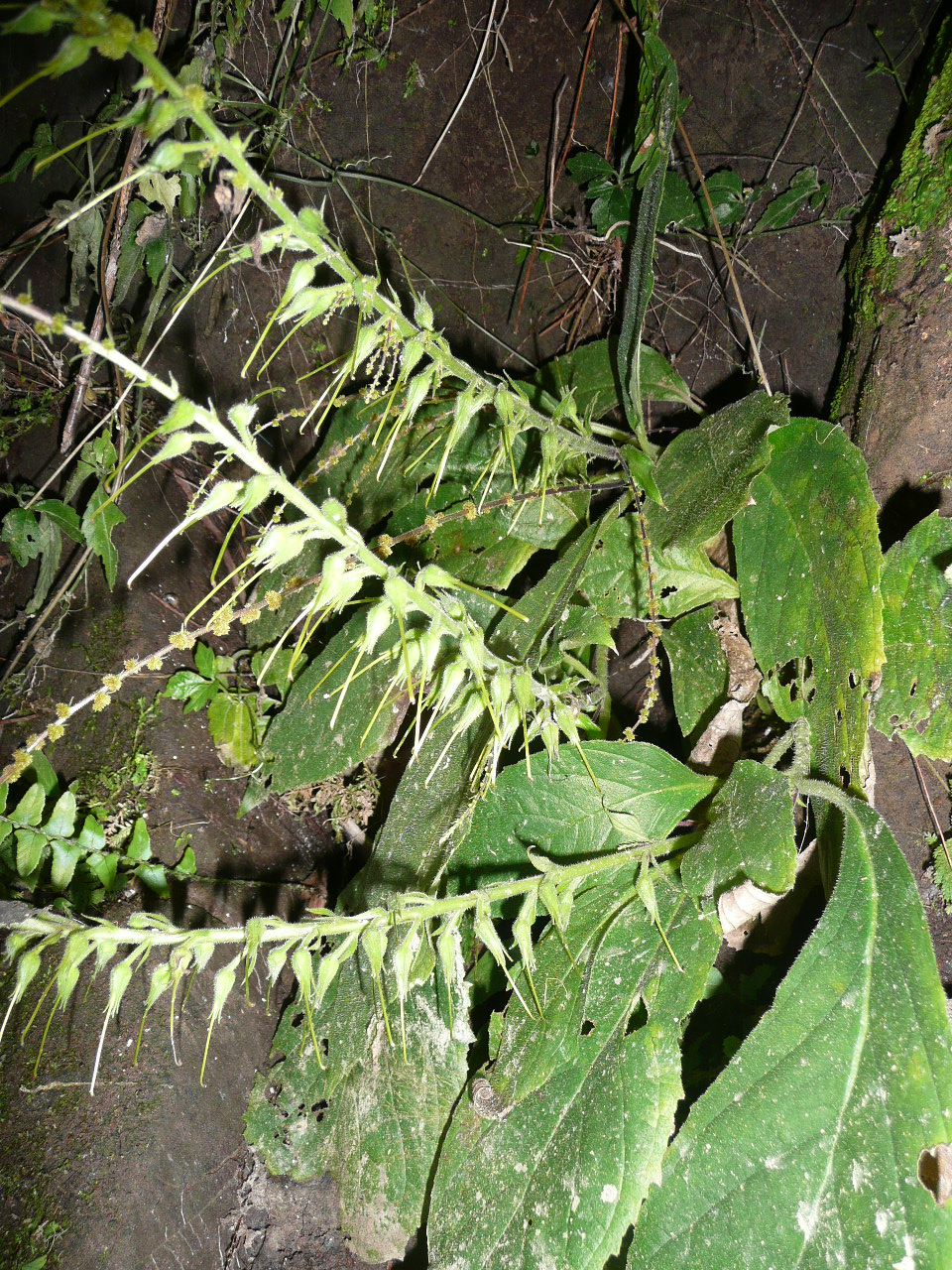
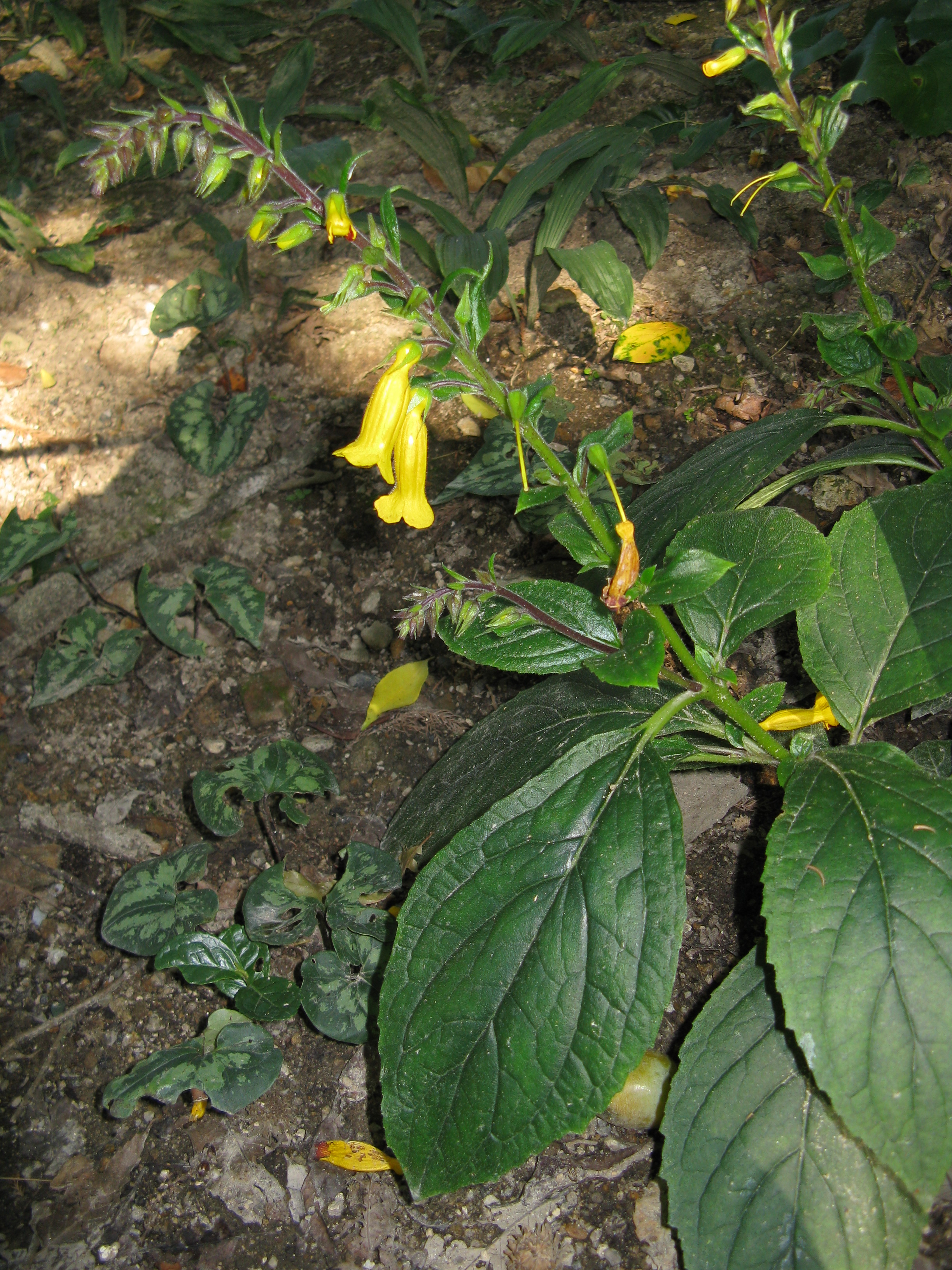
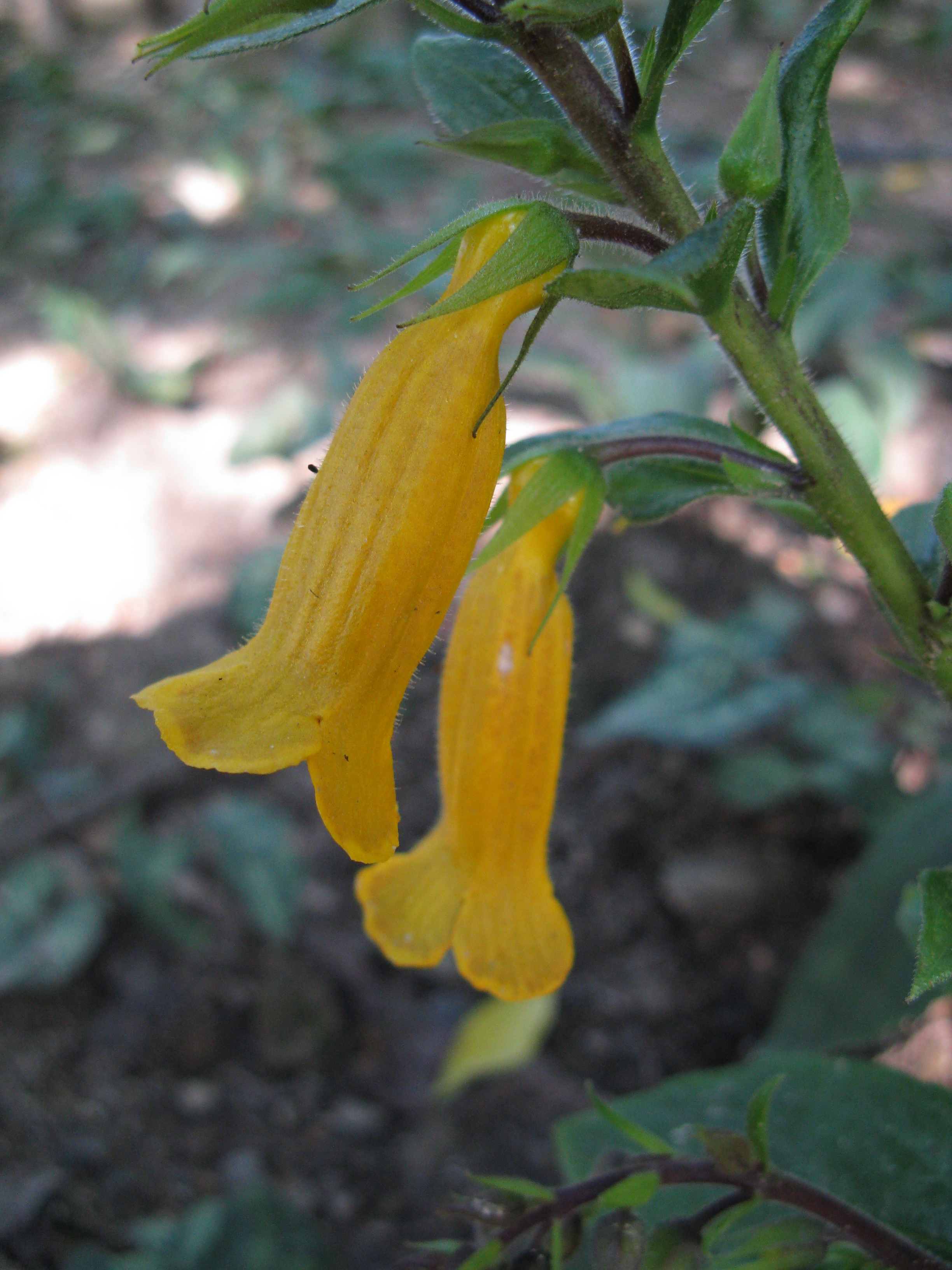